# أنان (توكوشيما)
مدينة أنان (بالإنجليزية: Anan)‏ هي أحد المدن التابعة لمحافظة توكوشيما. تأسست رسميًا في 01/05/1958. ويقدر عدد سكانها بـ 77099 نسمة حسب تقدير مكتب الإحصاء الياباني لعام 2012. تبلغ مساحة أنان 279.39 كم2. بكثافة سكانية تبلغ 276 نسمة/كم2.

## توأمة
لأنان (توكوشيما) اتفاقيات توأمة مع:
- أكي

## أعلام
- كاتسوهيتو ميزونو
- جينتا أوموتههارا

## روابط خارجية
- الموقع الرسمي لمدينة أنان
- مكتب الإحصاءات البريطاني